# سبو کوچک
سبو کوچک یکی از محله‌های شهر لواسان در استان تهران است.
این محل نسبت به جمعیت خود دارای بیشترین شهید دفاع مقدس در لواسانات است.
این محله در گذشته و تا پیش از تأسیس شهرداری لواسان، یکی از آبادی‌های لواسان کوچک بود که همراه با چند محله دیگر در سال ۱۳۴۹ در شهر لواسان ادغام گردید و حالا به عنوان یکی از محله‌های شهر لواسان شناخته می‌شود.
سبو کوچک در نزدیکی سبو بزرگ و در شمال غربی آن در سه کیلومتری محله گلندوک واقع است. اراضی و باغات سبو کوچک از رودخانه افچه مشروب می‌شود. سبو کوچک را به همراه سبو بزرگ، منطقه سبو می‌گویند.
در گذشته ٩ هکتار گندم کاری آبی و ٣ هکتار گندم کاری دیم و ٢ هکتار جو آبی و ٢ هکتار باغ و قلمستان داشته و شغل اهالی آن زراعت و محصولش غله و بن‌شن و میوه بوده‌است. امروزه بخشی از اراضی و باغاتش  از بین رفته و بجای آن ویلا و ساختمانهای مسکونی احداث شده‌است. در مقایسه با سایر محله‌های لواسان در محله‌های سبو کوچک و سبو بزرگ ساخت و سازهای کمتری صورت گرفته‌است و در نتیجه هنوز بافت باغی و قدیمی خود را تا حدود زیادی حفظ کرده‌است. بومیان و محلیان محله سبو کوچک غذاهای محلی مخصوص به خود را دارند، از جمله غذای محلی آب-دوغ-خیار در این محله طرفداران بسیاری دارد. همچنین در نانوایی اصلی این محله، نان سنتی شمیران پخت می‌شود.

## مردم
از قدیمی ترین اقوام بومی و اصیل این محله میتوان خانواده های  علی پناهی، احیایی، کاظمی،یقین علی و شیرخانی را نام برد.

## جاذبه های توریستی
حمام سبو کوچک مربوط به اوایل دوره قاجار است و در شهرستان شمیرانات، بخش لواسانات، شهر لواسان، محله سبو کوچک واقع شده و این اثر در تاریخ ۱ مهر ۱۳۸۲ با شمارهٔ ثبت ۱۰۳۶۹ به‌عنوان یکی از آثار ملی ایران به ثبت رسیده است  . از دیگر آثار باستانی این محله می‌توان محوطه سر قبر تاجین (در اصل سر قبر تاج الدین) مربوط به هزاره اول پیش از میلاد را نام برد.
از نکات جالب این محله این است که ورودی اصلی اش آرامگاه و مسجد این روستا می‌باشد . همچنین این محله پل ارتباطی بین شهر لواسان و لواسان بزرگ بوده‌است؛ زیرا راه قدیم ارتباطی بین گلندوک و لواسان بزرگ (که از قسمت شمالی سد لتیان عبور می‌کند)از این محله می‌گذرد.

## وجه تسمیه
سبو در زبان پارسی به معنای کوزه یا قدح آب می‌باشد.بنا به گفته قدیمی‌های لواسان شاید چون معمولاً  کوزه به دست از چشمه آب می آوردند بدین نام خوانده شد.
اگرچه نام آن را به گویش محلی " سَب کوچیک " می‌گویند.